# Casadita de Montuiri
La Casadita de Montuiri (en catalán Casadeta de Montuïri) es una prosa breve escrita en 1915 por el poeta José Carner en su viaje transatlántico a bordo del barco de vapor "Reina Victoria Eugenia", que se dirigía hacia Buenos Aires, tomando como fuente de inspiración una joven de veintiocho años procedente de la localidad española de Montuiri, en Mallorca, que conoció a bordo del vapor. El nombre de la mallorquina que se convirtió en musa del poeta barcelonés era Ana María Oliver Sastre.
El texto se publicó en castellano, a la llegada de ambos a América, en el periódico argentino La Nación, y más tarde en catalán incluido por el autor en su libro Les planetes del verdum (1918).
- Datos: Q8341860